# Лейкогірофана
Лейкогірофана (Leucogyrophana) — рід грибів родини Hygrophoropsidaceae. Назва вперше опублікована 1958 року.

## Поширення та середовище існування
В Україні зростає лейкогірофана м’яка (Leucogyrophana mollusca).

## Гелерея

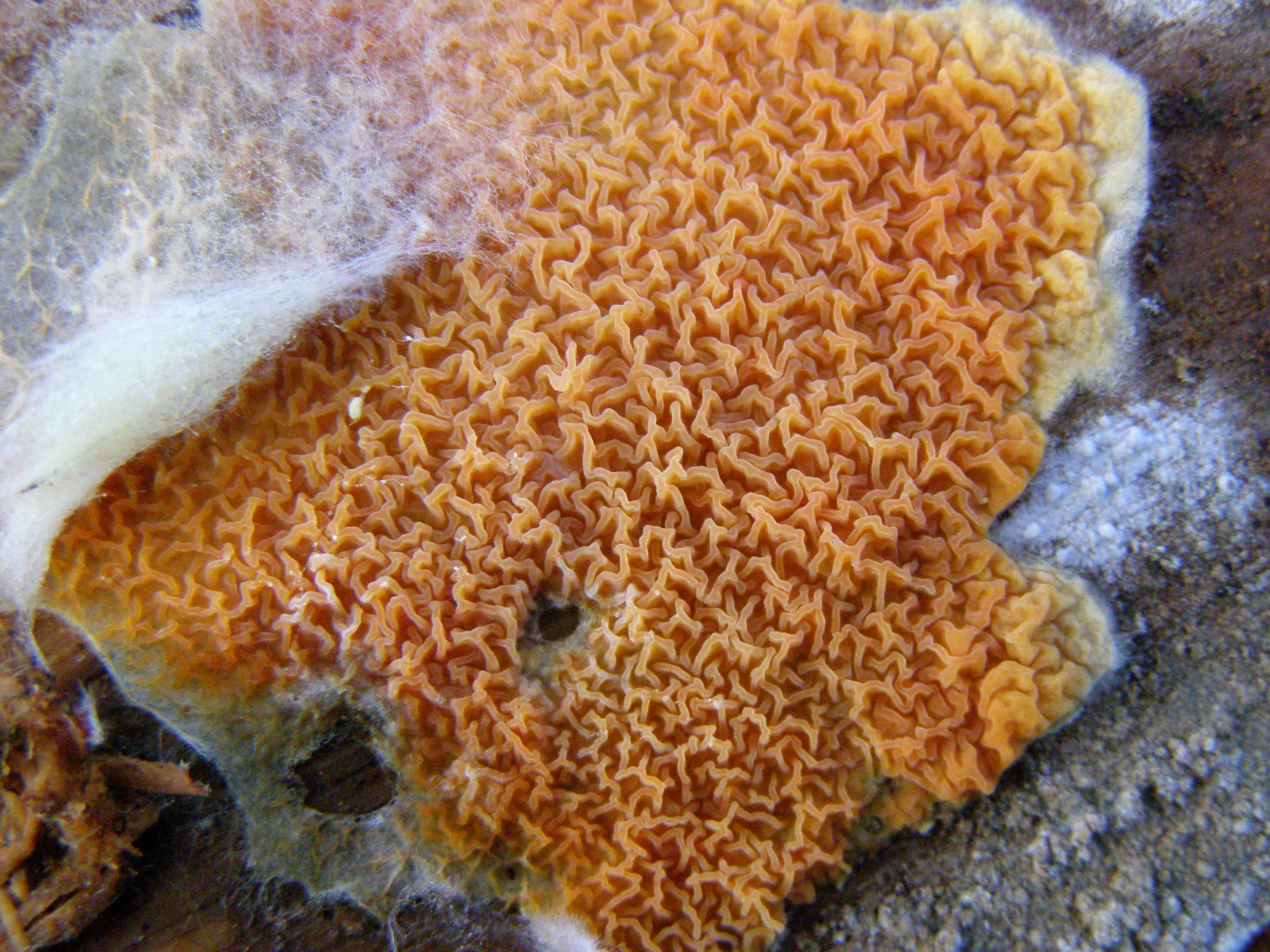
Leucogyrophana mollusca